# Mordellistena minutalis
Mordellistena minutalis là một loài bọ cánh cứng trong họ Mordellidae. Loài này được Liljeblad miêu tả khoa học năm 1945.

## Hình ảnh

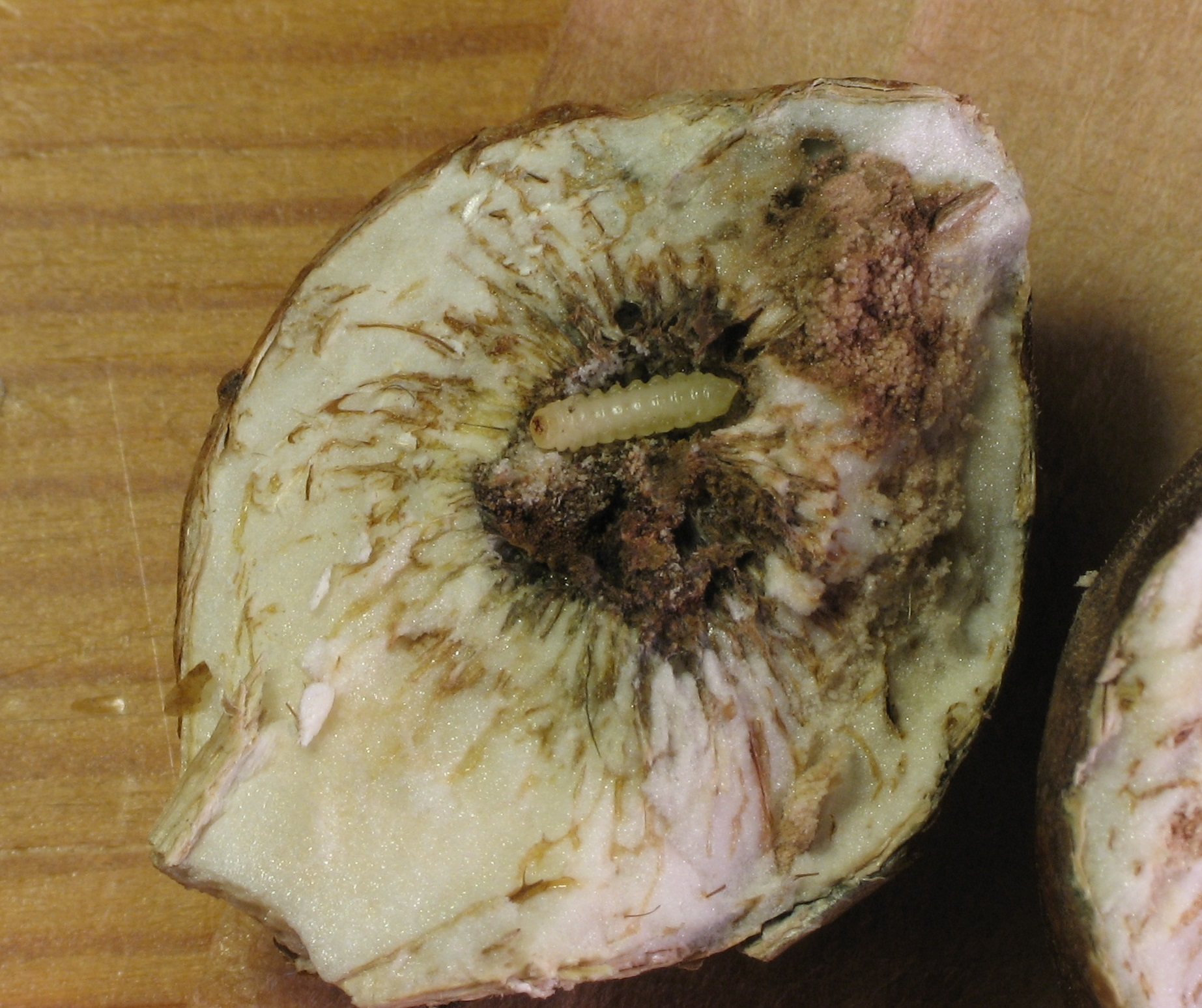